# Anoxycalyx
Anoxycalyx is een geslacht van sponsdieren uit de klasse van de Hexactinellida.

## Soorten
- Anoxycalyx (Anoxycalyx) ijimai Kirkpatrick, 1907
- Anoxycalyx (Anoxycalyx) laceratus Koltun, 1967
- Anoxycalyx (Scolymastra) joubini (Topsent, 1916)